# Cordylus spinosus
Cordylus spinosus är en ödleart som beskrevs av  Vivian William Maynard Fitzsimons 1947. Cordylus spinosus ingår i släktet Cordylus och familjen gördelsvansar. IUCN kategoriserar arten globalt som livskraftig. Inga underarter finns listade i Catalogue of Life.